# Granja de Picabaix
La Granja de Picabaix és una obra de Lleida (Segrià) protegida com a Bé Cultural d'Interès Local.

## Descripció
Conjunt d'edificis d'habitatge i labor agrícola agrupats. Habitatge de planta baixa, pis i golfes. Façana composta amb predomini del massís sobre el buit; senzilla i correcta. Parets de càrrega i fàbrica de totxo per unes construccions i cavalls i pilars per unes altres.